# Chords of Chaos
Chords of Chaos - 4-way split, który zawiera utwory grup Exhumed, Ear Bleeding Disorder, Excreted Alive, Necrose. Wydaniem w 1997 roku płyty zajęła się wytwórnia Lofty Storm Records.
Utwory 1-5 wykonuje Exhumed, 6-22 Ear Bleeding Disorder, 23-28 Excreted Alive, 29-47 Necrose.

## Lista utworów
1. "Intro/Excreting Innards" - 02:10
2. "Vagitarian" - 03:52
3. "Grotesque Putrefied Brains" - 02:11
4. "The Exquisite Flavor of Gastro-Anal Tripe (Cadaveric Splatter Platter Part II)" - 02:54
5. "Sex, Drinks, & Metal" - 03:18
6. "Token of Disgust" - 01:26
7. "Hungry System" - 00:32
8. "Star Wars" - 01:08
9. "Morbid" - 00:28
10. "300$ and a Hand Job" - 01:10
11. "Autodidactic Murder" - 00:38
12. "Pig'sblood" - 01:01
13. "Nubie Blast" - 00:28
14. "Reasons" - 00:24
15. "K Song" - 00:32
16. "Story of a Terrorist" - 00:34
17. "Kill the DJ" - 00:18
18. "Terror Style" - 00:36
19. "Higher Source" - 00:54
20. "2 MN" - 00:46
21. "Cryptic Slaughter" - 00:36
22. "Why Try?" - 00:27
23. "Your Useless Majesty" - 02:55
24. "Crudde Reality" - 02:47
25. "The Music Business" - 01:49
26. "Slave of a Vice" - 02:15
27. "Are Squeezing the Neck" - 01:33
28. "Metaphor" - 04:08
29. "Diesel and Extinction" - 01:18
30. "Pornocracy" - 00:29
31. "Crush the Power, Pt 2" - 00:39
32. "I Don't Care" - 00:22
33. "Love Your Hate" - 00:44
34. "Claudia" - 00:33
35. "Sport Assassin" - 00:42
36. "13th Floor: Fatality" - 00:32
37. "Predestinate Death" - 00:37
38. "Football Hysteria Motherfucker" - 00:17
39. "The Dictator" - 01:01
40. "Blueshit/A Blues Hit?" - 00:47
41. "Arbor Insomnia" - 00:57
42. "Preconception (Nothing Particular?)" - 00:37
43. "Life's a Joke" - 00:17
44. "M.T.V." - 00:43
45. "Sweet Earache" - 02:48
46. "Don't Spread the Holocaust" - 01:17
47. "Sinister End" - 2:31